# ستيفن بي دوغان
ستيفن بي دوغان (بالإنجليزية: Stephen P. Duggan)‏ هو صحفي ومؤرخ أمريكي، ولد في 20 ديسمبر 1870، وتوفي في 18 أغسطس 1950.